# Presa mortale - Il nemico è tra noi
Presa mortale - Il nemico è tra noi (The Marine 3: Homefront) è un film del 2013 diretto da Scott Wiper ed interpretato dal wrestler Mike Mizanin, famoso negli Stati Uniti d'America per le sue partecipazioni a vari reality show.
Il film è il sequel di Presa mortale e di Presa mortale 2, anche se gli attori principali e il regista sono diversi, e le tre trame non hanno legami diretti. La pellicola è uscita negli Stati Uniti d'America il 5 marzo 2013, in Italia è uscita direttamente in Home video.

## Trama
Jake Carter, membro della United States Marine Corps Force Recon e MARSOC Marine, ritorna a casa a Bridgeton, una cittadina rurale situata vicino a Seattle, Washington. Mentre scende dall'autobus, si riunisce con il suo migliore amico Harkin, il capo della polizia. Quando torna a casa, saluta le sue sorelle Lilly e Amanda e organizzano una festa per il suo ritorno a casa. Nel frattempo, a Seattle, una banca regionale viene derubata da un sindacato ritenuto estremista; il loro leader, Jonas Pope, costringe il direttore della banca a dare loro ciò che chiedono. Prendono metà del denaro e bruciano il resto davanti a lui. È stato rivelato che il sindacato si nasconde in una discarica alla periferia della città e il loro capo sta pianificando un'esplosione in città a causa della vendetta della sua vita passata.
Nel frattempo, Jake parla ad Amanda della sua gestione della casa, ma vengono interrotti da Lilly, che stava per partire con il suo ragazzo, Darren, in un bar. Jake, che non ama Darren, li segue e in seguito finisce in una rissa con un collo rotto. Lilly vede la scena e parte con Darren; Harkin, che è anche testimone della lotta, chiama la polizia e dà a Jake un biglietto con un avvertimento che se dovesse di nuovo litigare verrà arrestato. Pochi istanti dopo, Amanda arriva a prenderlo e ammette a Jake di avere una relazione con Harkin. Il giorno successivo, Lilly e Darren si fermano nella stessa discarica in cui è nascosto il sindacato e in seguito i due assistono a un contrasto tra Pope e un trafficante. Pope diventa furioso e spara al contrabbandiere; ma fa rapire anche Lilly e Darren che hanno visto tutto dopo il grido di Lilly. Amanda, dopo aver sentito al telefono Lilly che lotta, contatta Jake per il rapimento di Lilly e Jake si dirige verso la discarica, dove si intrufola in uno scagnozzo che scarica il corpo del contrabbandiere. Jake è in grado di trattenerlo al punto di fucile dove lo scagnozzo rivela che i rapiti sono stati portati su un vecchio traghetto vicino alla discarica, e quando arriva un altro scagnozzo, Jake li sopraffa fisicamente dopo aver tentato di ucciderlo. Jake attacca quindi un altro presunto scagnozzo, che rivela di essere un agente dell'FBI prima che l'agente speciale Wells venga in suo aiuto. Jake, affiancato da Harkin, viene portato all'FBI e li informa che il sindacato fa molto di più che rapire ma bombardare la città con RDX (Research Department Explosive), un esplosivo molto capace.
Jake è limitato da Wells quando ha in programma di salvare i ragazzi da solo; invece, Wells ordina alla squadra SWAT di prendere d'assalto la discarica. Nel frattempo, Lilly e Darren, che lottano per fuggire, ricevono aiuto da un scagnozzo che è in realtà un agente dell'FBI sotto mentite spoglie (agente Alec Simms); li conduce in una stanza e dice loro di chiudersi fino al suo ritorno. Il team SWAT prende d'assalto la base ma sono sopraffatti dal sindacato. Jake tenta di combattere Wells, ma Harkin lo ferma. Harkin lo guida e lo lascia davanti alla discarica e gli permette di combattere il sindacato. Jake li finisce uno per uno ma con un scagnozzo di nome Gabriel fa molta fatica, trovandosi un osso duro che però sconfigge. Nel frattempo, l'agente dell'FBI sotto mentite spoglie viene sorpreso a chiamare Wells e venne ucciso. Lilly e Darren si sono separati mentre stanno cercando di fuggire ma la ragazza viene nuovamente tenuta prigioniera. Wells riceve una chiamata da Pope che gli dice che dovrebbe inviare un poliziotto disarmato in una macchina per scortarli al centro e se non arriva entro 20 minuti, Lilly morirà. Quando arriva la berlina, Eckert, associato di Pope, uccide il poliziotto e indossa la sua uniforme. Jake quindi incontra Darren all'interno del traghetto; il ragazzo, sentendosi in colpa per il rapimento di Lilly, porta Jake nel punto in cui si trova la macchina. Jake tenta di salvarli ma viene fermato da Galen Jackson, il fratello in armi di Pope; la macchina quindi accelera. Pope contatta Wells dicendogli che lui ed Eckert dovrebbero essere lasciati soli o ucciderà Lilly. All'area di parcheggio, Jake cerca Jackson ma è stato ucciso da Darren. Dopo aver studiato la mappa lasciata da Pope, Jake, deciso a salvare la città, prende una moto da cross e corre via con Darren in coda.
Quando Pope ed Eckert raggiungono la città, sono improvvisamente presi un'imboscata dall'FBI, anche se Pope ha attivato la bomba all'interno della macchina. Eckert viene ucciso da un agente dell'FBI mentre Pope prende in ostaggio Lilly ma viene messo alle strette da Harkin seguito da Jake che uccide con successo Pope. Lilly poi dice loro che in macchina c'è una bomba, quindi Jake guida la RDX in un sito abbandonato vicino al fiume e riesce a sfuggire all'esplosione prematura. Harkin, Lilly e Amanda lo salvano e le due sorelle lo abbracciano. Lilly è stupita quando arriva Darren e festeggiano.